# آدم جابیری
آدم جابیری (انگلیسی: Adam Jabiri؛ زادهٔ ۳ ژوئن ۱۹۸۴) بازیکن فوتبال اهل اسپانیا است.
از باشگاه‌هایی که در آن بازی کرده‌است می‌توان به باشگاه فوتبال هایدنهایم، باشگاه فوتبال قوت-وایس ارفورت، باشگاه فوتبال هوفنهایم، و باشگاه فوتبال وورتسبورگ کیکرز اشاره کرد.